# جبل الحبيب

جبل الحبيب يقع في شمال المملكة المغربية، على الطريق الجهوية الرابطة بين مدينتي تطوان والعرائش.
فجماعة جبل الحبيب تتوسط أربع مدن ساحلية هم: طنجة، تطوان، أصيلا و العرائش ب 53 كلم ، وكانت تعرف إداريا بدار ابن صدوق إلى حدود نهاية السبعينات من القرن الماضي.
بموقعها الإستراتيجي ومؤهلاتها الطبيعية الخلابة وصناعاتها التقليدية وموروثها الشعبي، جعل من جبل الحبيب قطبا سياحيا بامتياز، فالزائر يعشقها من أول زيارة والمار يهواها من أول نظرة، لجمالها ونقاء جوها وصفاء مائها وروعة سكانها ذوي الأصول الأندلسية.
يقع جبل الحبيب في سفح جبل سيدي حبيب المغطى بأشجار البلوط، المليء بمنابع المياه العذبة ومجاريها كالواد دالديب، عين أغداف، عين حمرا، عين شريحة، عين بورشا، عين فطومة وغيرها.
تحد جماعة جبل الحبيب شمالا بجماعتي بني حرشن ودار الشاوي وشرقا بجماعة الخروبة وجنوبا بجماعة عياشة وغربا بجماعة المنزلة، وتتكون من 14 مدشرا (دوارا) هم: القرية، دار ابن صدوق، الخروب، أهباطة، الريحانة، بني هداين، تازروتن، الصاف، الفلالسة، أخشابش، الروسيش، الجبيلة، أبو مزود، ثم الرمل. تقدر المساحة الإجمالية لجماعة جبل الحبيب ب 8400 هكتار، وتمثل الغابات والجبال 60 في المائة من مجموع هذه المساحة، حسب إحصاء 2004، نسخة محفوظة 19 يونيو 2018 على موقع واي باك مشين. فبلغ عدد سكان هذه المنطقة 4196 نسمة.
بقلم مصطفى البقالي